# Муя (річка)
Му́я— річка на півночі Бурятії, лівий приплив Витіма. Довжина — 365км. Площа басейну - 11900 км².

## Географія
Бере початок на стику Муяканського і Північно-Муйського хребта з невеликого гірського озера, тече на північний схід. Живлення річки переважно дощове. У пониззі Муя багата на рибу (таймень, харіус, тугун). Верхня ділянка річки становить інтерес для водних туристів, в пониззі катерне судноплавство до селища міського типу Таксімо (близько 100 км).
Муя виривається з вузької долини між крутими горами в простору улоговину і розливається на численні протоки. Вже через 2 км річка приймає перший правий приплив, ще через 3 км другий, проте води в річці, як і раніше, мало. На цій ділянці береги річки сильно заболочені. Трохи нижче річка починає збиратися в одне русло, завалене валунами. Береги тут обриваються піщано-гравійними уступами заввишки 1,5-2 м.
Сплав по річці можна почати від гирла Акундана, проте більш оптимальний варіант планувати його від гирла правого припливу - річки Бугорікта (284 км). На цій ділянці Муя вже придатна для сплаву всіх судах. У районі гирла Бугорікти береги високі, багато тихих заплав. Тайга модрина, сира. На початковому етапі сплаву річка тече кількома протоками, сильно петляє, часто повороти проходять майже під прямим кутом. Попри швидку течію на річці багато галькових мілин.
Після впадання великої правої притоки Укуолкіта (272 км) обсяг води в річці значно збільшується, глибини різко зростають, Муя остаточно входить в одне русло. Береги на цій ділянці низькі, заболочені. Річка продовжує сильно петляти, утворюючи своєму шляху піщані мілини. Такий спокійний характер Муя має протягом 35 км до впадання правого припливу Олні (237 км). Через 2 км після гирла Олні Муя впирається в невеликий відріг Муяканського хребта, майже впритул підходить до схилу Південно-Муйського хребта і робить петлю 15 км. Внаслідок великоглибинної будови дна на цій ділянці утворюються невеликі перекати, попри це виходів корінних порід немає і глибини незначні. На повороті петлі річка розбивається на три протоки, найбільш багатоводна з них - центральна. До впадання лівої притоки річки Орон (197 км) на Муї ще близько десятка перекатів і шивер.
Вийшовши з петлі, Муя різко заспокоюється, течія сповільнюється, в руслі річки з'являються піщані коси. Такий характер річка зберігає протягом 70-75 км. У 3—3,5 км нижче гирла правого припливу Амнунди (162 їм) річка знову звужується, швидкість течії збільшується, пологі береги змінюються стрімкими та крутопадаючими. На цій ділянці розташовані кілька нескладних перекочування. Через 11 км впадає великий правий приплив Горбилок-Муйський (150 км). Тут Муя з великою швидкістю прямує валунним жолобом, сильно петляє. Висота кіс на поворотах річки досягає 1,2-1,5 м. Майже 10 км без перерв річка гримить у порозі, тільки через 3-4 км нижче гирла правого припливу Шуринди (144 їм) Муя починає заспокоюватися і поступово входить у простори Муйсько-Куандинської улоговини. Ширина річки тут збільшується до 150—200 м, а швидкість течії падає до 0,5 м/сек і менше. Уздовж берегів багато пляжів, часто зустрічаються острови та мілини. Незабаром після входу в улоговину Муа перетинає Байкало-Амурську магістраль і зустрічає на правому березі місто Таксімо. На цьому місці якути заснували перші поселення ще 1863 року. На улоговині Муя вбирає основні притоки: лівий — Муякан (92 км) і правий — Мудирикан (18 км). Перед гирлом течія ще більше сповільнюється, річка розширюється до 300 м і впадає в протоку Старого Вітіма в 716 км від гирла самого Вітима.